# Namibias flagga
Namibias flagga är blå och grön med ett diagonalt rött band med vita skiljeränder. I det inre blå fältet finns en gul sol. Flaggan antogs av Namibia den 21 mars 1990 och har proportionerna är 2:3.

## Symbolik
Färgerna blått, rött och grönt är traditionella färger för Namibias största etniska grupp ovambo. Färgerna hade dessutom använts av SWAPO (South West African People's Organization) och Democratic Turnhalle Alliance (en annan politisk rörelse i Namibia). Solen påminner till sin utformning om den som finns i Taiwans flagga, men likheterna är en ren tillfällighet.
Färgernas symbolik är inte officiellt definierade, men på den presskonferens den 2 februari 1990 då flaggan presenterades, framställde tävlingskommitténs ordförande symboliken så här:
- Rött representerar Namibias viktigaste resurs, landets befolkning. Färgern anspelar på folkets hjältemod och dess beslutsamhet att skapa en framtid med lika möjligheter för alla.
- Vitt står för fred och enighet.
- Grönt representerar växtligheten och jordbruket.
- Blått symboliserar den klara himlen och Atlanten, landets värdefulla vattenresurser och regnet.
- Den gyllene solen står för liv och energi.

## Historik
Namibia var en tysk besittning mellan 1884 och 1915, då under namnet Tyska Sydvästafrika. Till skillnad från brittiska kolonier använde tyskarna inga särskilda flaggor för sina kolonier, utan förde samma flagga som det Kejsardömet Tyskland, en trikolor i svart, vitt och rött. År 1912 företog den dåvarande tyska utrikesministern Dr Solf en resa till Afrika. Under sitt besök blev han mycket imponerad av att de brittiska kolonierna hade specifika emblem och flaggor, och lyckades övertyga kejsar Vilhelm II om att införa ett liknande system för de tyska kolonierna, där ett emblem för kolonin skulle placeras över den tyska riksflaggan. För Tyska Sydvästafrika skulle emblemet vara en blå sköld med ett oxhuvud i silver. Efter första världskrigets utbrott 1914 föll projektet i glömska, och efter 1915 övertogs den tyska kolonin av Sydafrika som då ingick i det brittiska imperiet.
Vid Versaillesfreden 1919 blev det nuvarande Namibia ett mandatområde under Sydafrikas förvaltning. Från 1928 användes den sydafrikanska nationsflaggan.
Dagens flaggan från 1990 är resultatet av en tävling där allmänheten fick skicka in förslag på nationalsymboler för det nya självständiga Namibia. Sammanlagt lämnades 835 förslag till ny nationsflagga in. 

### Tidigare flaggor

Föreslagen flagga för Tyska Sydvästafrika på 1910-talet.
Sydafrikas flagga användes i Namibia 1928–1990.

- ?
Föreslagen flagga för Tyska Sydvästafrika på 1910-talet.
- ?
Sydafrikas flagga användes i Namibia 1928–1990.